# Imob Business Tower
Der Imob Business Tower ist ein 145 m hohes Bürogebäude an der Rua Major Kanhangulo im Zentrum der angolanischen Hauptstadt Luanda. Das 35-stöckige Hochhaus hat einer Fläche von 16.760 m² und wurde 2013–2018 errichtet. Es ist das höchste Gebäude des Landes (Stand 2020). Es wurde vom portugiesischen Bauunternehmen Mota-Engil für rund 40 Millionen US-Dollar gebaut. Das Baugrundstück hatte einen Wert von 6,8 Millionen US-Dollar. Bauherr war die IMOB ANGOLA – Empreendimentos Imobiliários, Limitada, die zu jeweils 45 % Mayra Isungi Campos Costa dos Santos – der Ehefrau von Präsidentensohn José Filomeno dos Santos – und Vladimiro Minoru Dondo gehörte. Im September 2014 wies Präsident José Eduardo dos Santos mit der Präsidialanweisung N.º 182/14 das Finanzministerium an, das Bürogebäude für 115,46 Millionen US-Dollar von der IMOB ANGOLA zu erwerben. Es war als neuer Sitz des Finanzministeriums vorgesehen.

## Kontroverse
Der investigative Journalist Rafael Marques de Morais, der die Hintergründe aufgedeckt hat, stellte bei der angolanischen Staatsanwaltschaft im Juni 2016 den Antrag auf ein Ermittlungsverfahren gegen Präsident José Eduardo dos Santos, da er mit seiner Präsidialanweisung zum überhöhten Kaufpreis zugunsten des Unternehmens seiner Schwiegertochter seine Macht missbraucht und gegen das „Gesetz der öffentlichen Redlichkeit/Integrität“ (Lei da Probidade Pública) verstoßen habe. Ein weiterer Gesetzesverstoß nach Artikel 265,5 des öffentlichen Vertragsrechts liegt nach Recherchen von Rafael Marques darin, dass das Unternehmen, das die Bauaufsicht führte (BDM Engenharia e Tecnologia Lda), dasselbe war, welches den Bau entwickelt hatte.